# Zum Heiligen Geist (Bad Tennstedt)

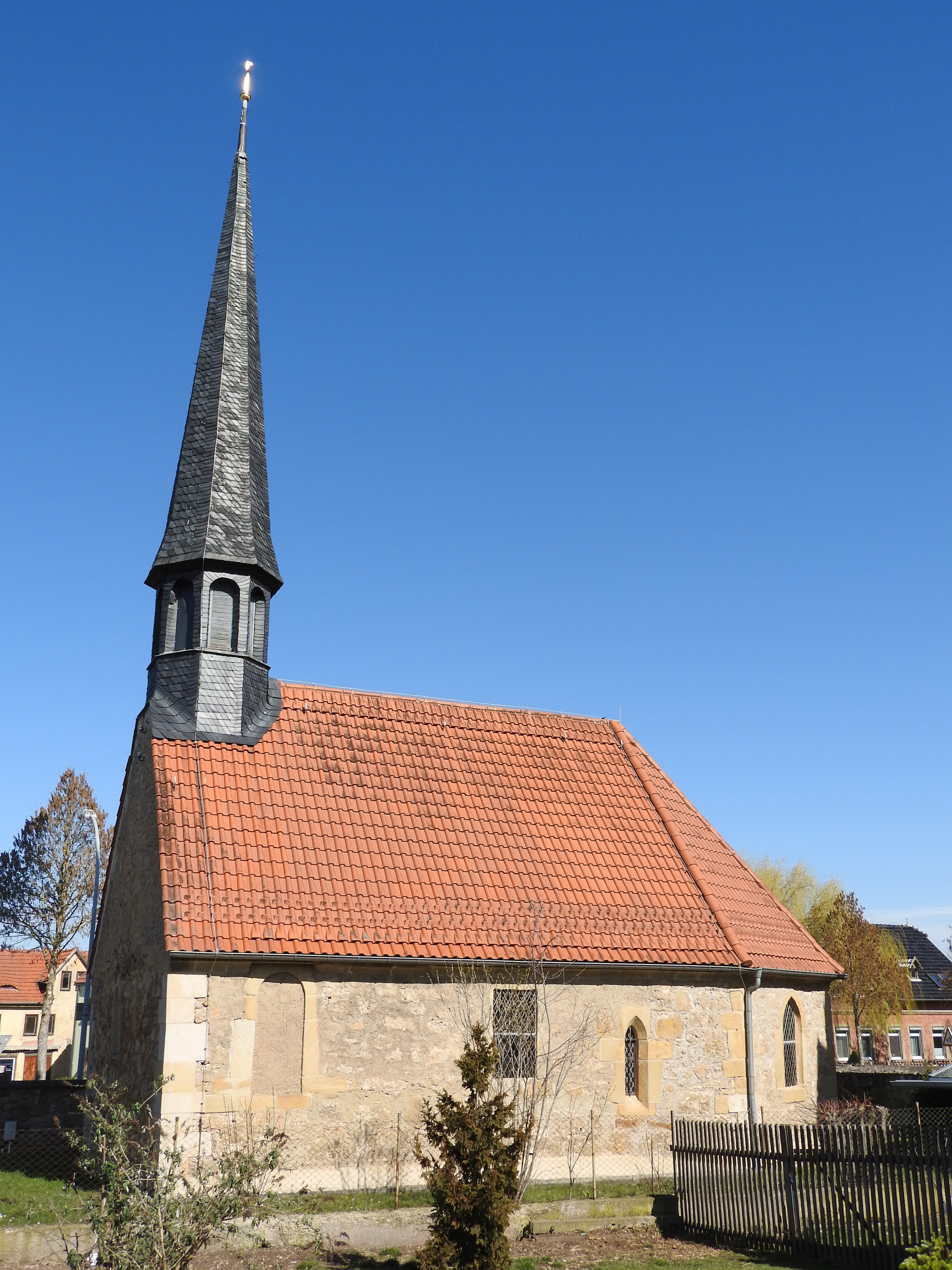
Römisch-katholische Kirche Zum Heiligen Geist in Bad Tennstedt

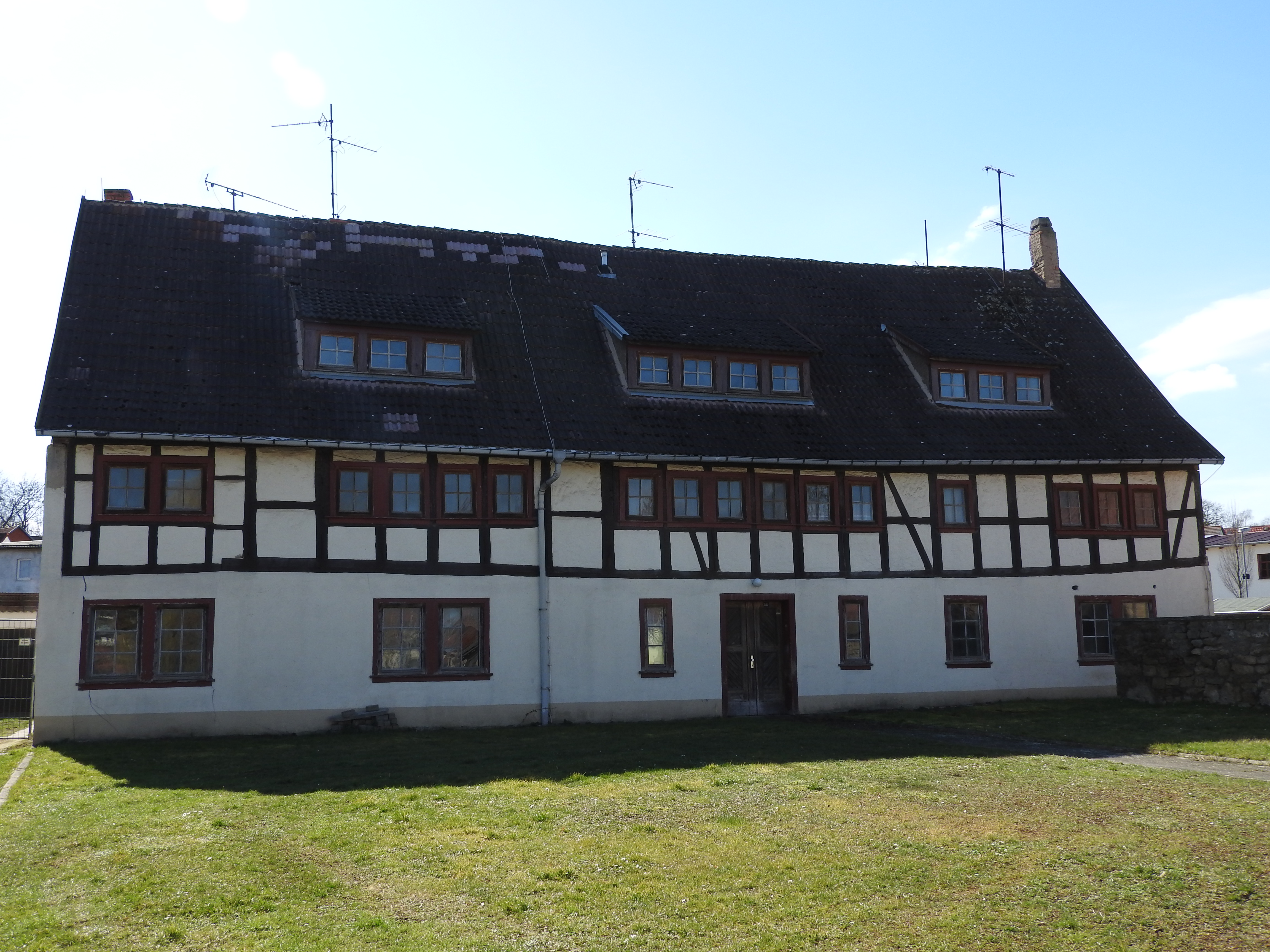
Das mittelalterliche Spitalsgebäude neben der Kapelle

Die römisch-katholische Filialkirche Zum Heiligen Geist (Hospitalkirche, St. Spiritus, Spittelskirche) steht in Bad Tennstedt im thüringischen Unstrut-Hainich-Kreis. Sie ist Filialkirche der Pfarrei St. Josef Mühlhausen im Dekanat Nordhausen des Bistums Erfurt. Sie trägt das Patrozinium des Heiligen Geistes.

## Geschichte
Das Tennstedter Hospital zum Heiligen Geist für Leprakranke wurde außerhalb der Stadtmauer errichtet. Die erste urkundliche Erwähnung ist von 1506. Die Stiftung und die zugehörigen Gebäude waren und sind Eigentum der Stadt. 1623 wurde die Einrichtung als Siechenhaus vermerkt. 1685 wurde die Kirche durch einen Stadtbrand zerstört und neuerrichtet. Französische Truppen nutzten die Kirche 1815 als Lazarett.
Seit 1919 nutzt die katholische Gemeinde die Hospitalkirche mietweise für Gottesdienste. Bad Tennstedt bekam 1946 im Zuge der Ansiedlung katholischer Vertriebener eine eigene Seelsorgestelle. In den Jahren 1990 bis 1993 wurde die Kapelle umfassend saniert.